# List of Lights, Buoys and Fog Signals
De List of Lights, Buoys and Fog Signals is een reeks boeken, gepubliceerd door de Canadian Coast Guard. De serie bestaat uit vier boeken en bevat informatie over de karakteristieken en positie van vuurtorens, verlichte boeien en mistsignalen. 
De vier delen zijn: 
- Newfoundland en Labrador
- Rest van de Atlantische kust (inclusief de Saint Lawrencebaai en de rivier de Saint Lawrence)
- Binnenlandse wateren (westelijk van Montreal, oostelijk van Brits-Columbia)
- Kust van de Stille Oceaan (inclusief de rivieren en meren van Brits-Columbia)